# Novembre 1766
Le mois de novembre 1766 est le 11e mois de l'année 1766.

## Événements
- 10 novembre : Création de l'université Rutgers

## Naissances
- 1er novembre
  - François Marie Guillaume Legendre d'Harvesse (mort le 24 avril 1828), général français de la Révolution et de l’Empire
  - Jean Barthélemy Darmagnac (mort le 13 décembre 1855), militaire français
- 2 novembre : Joseph Radetzky (mort le 5 janvier 1858), maréchal autrichien
- 3 novembre : Marc-Antoine Petit (mort le 7 juillet 1811), chirurgien français
- 4 novembre : Nicolas-Pierre-Dominique Billard (mort le 29 octobre 1831), personnalité politique française
- 5 novembre
  - Jean-Remacle Lissoir (mort le 19 juin 1841), prêtre catholique romain, évêque constitutionnel
  - Pierre Charles Sylvestre (mort le 11 juin 1843), personnalité politique française
- 6 novembre : Carlo Giuseppe Guglielmo Botta (mort le 10 août 1837), médecin et historien italien
- 7 novembre
  - Étienne François Girard (mort le 10 juillet 1846), ancien maire de Toulon
  - Jacques Martin (mort le 18 octobre 1833), homme politique français
- 8 novembre
  - Alix de Lamartine (morte le 16 novembre 1829), écrivaine française
  - Jacques Boyé (mort en 1838), général français de la Révolution et de l’Empire
- 9 novembre
  - Antoine Alexandre de Cosson (mort le 9 janvier 1839), général français de la Révolution et de l’Empire
  - Pierre Mourier (mort le 31 août 1844), général français de la Révolution et de l’Empire
- 11 novembre
  - Charles Henri Anthing (mort le 7 février 1823), général du Premier Empire
  - Lubin Martin Vandermaesen (mort le 1er septembre 1813), général français de la Révolution et de l’Empire
- 13 novembre : François-Jean Lepescheux (mort le 30 décembre 1837), personnalité politique française
- 14 novembre : Jean-Baptiste Thévenard-Guérin (mort le 9 janvier 1822), homme politique
- 15 novembre : Georges Michel Léopold Labbé de Waudré (mort le 25 décembre 1815), général français de la Révolution et de l’Empire
- 16 novembre : Rodolphe Kreutzer (mort le 6 janvier 1831), violoniste français
- 17 novembre
  - Brunet (mort le 21 février 1853), acteur français
  - César Bardonin de Sansac (mort le 6 août 1826), personnalité politique française
- 18 novembre
  - Antoine, Aimable Madieu (mort le 9 avril 1834), personnalité politique française
  - Jacques-Gérard Milbert (mort le 5 juin 1840), dessinateur français
  - Jean-Baptiste Salme (mort le 27 mai 1811), général français de la Révolution et de l’Empire
- 19 novembre
  - Jean-Baptiste-René Rabeau (mort en 1810), prêtre catholique français
  - Rufus Smith (mort le 15 novembre 1844), personnalité politique canadienne
- 20 novembre : John Wall Callcott (mort le 15 mai 1821), compositeur anglais
- 22 novembre : Camilo Torres Tenorio (mort le 5 octobre 1816), avocat, intellectuel et homme d'État colombien
- 23 novembre : Francisco Antonio Zea (mort le 28 novembre 1822), homme scientifique et politique colombien
- 24 novembre : Auguste Joseph Tribout (mort le 25 mars 1834), général français de la Révolution et de l’Empire
- 25 novembre
  - Charles-Jean-Baptiste Bouc (mort le 30 novembre 1832), personnalité politique canadienne
  - Friedrich Gustav Schilling (mort le 30 juillet 1839), écrivain allemand
  - Jacques François Henri Deplanque (mort le 15 août 1802), général de brigade de la Révolution française
  - Joseph Vincent Dumolard (mort le 3 août 1819), personnalité politique française
- 26 novembre : Meinrad Suter (mort le 25 mai 1816), personnalité politique suisse
- 29 novembre
  - François Bernard Chauvelin (mort le 9 avril 1832), homme politique français
  - Maine de Biran (mort le 20 juillet 1824), philosophe français
- 30 novembre : Claude André Vuillaume (mort le 4 avril 1833), écrivain et franc-maçon français

## Décès
- 3 novembre : Thomas Abbt (né le 25 novembre 1738), mathématicien, philosophe et écrivain allemand
- 7 novembre
  - Ignatz Mühlwenzel (né en 1690), mathématicien tchèque
  - Jean-Marc Nattier (né le 17 mars 1685), peintre français
- 9 novembre : Unico Wilhelm van Wassenaer (né le 30 octobre 1692), diplomate et compositeur hollandais
- 11 novembre
  - Charlotte-Wilhelmine d'Anhalt-Bernbourg-Schaumbourg-Hoym (née le 24 novembre 1704), princesse allemande
  - Frédéric de Schleswig-Holstein-Sonderbourg-Glücksbourg (né le 1er avril 1701), duc de Schleswig-Holstein-Sonderbourg-Glücksbourg
  - Marie-Geneviève Joybert de Soulanges (née le 5 octobre 1703), seigneuresse de Soulanges, au Québec
- 16 novembre : Dominikus Zimmermann (né le 30 juin 1685), architecte allemand
- 17 novembre : Christian-Charles-Reinhard de Leiningen-Dagsbourg-Falkenbourg (né le 7 juillet 1695), aristocrate allemand
- 24 novembre
  - Michał Ksawery Sapieha (né le 3 décembre 1735), prince de la famille Sapieha
  - Thomas Chilcot (né en 1700), compositeur
- 25 novembre : Jean Marie Farina (né le 8 décembre 1685), parfumeur italien
- 27 novembre : Juan Francisco de Güemes y Horcasitas (né le 17 mai 1681), vice-roi de Nouvelle-Espagne